# Am386
Am386是超威半导体（AMD）于1991年3月发布的一款中央处理器，兼容Intel 80386中央处理器，并售出了数百万片，这款CPU也让AMD真正成为英特尔的直接竞争对手，而不仅仅是x86中央处理器（当时称为8086系列）的第二来源。

## 历史与设计

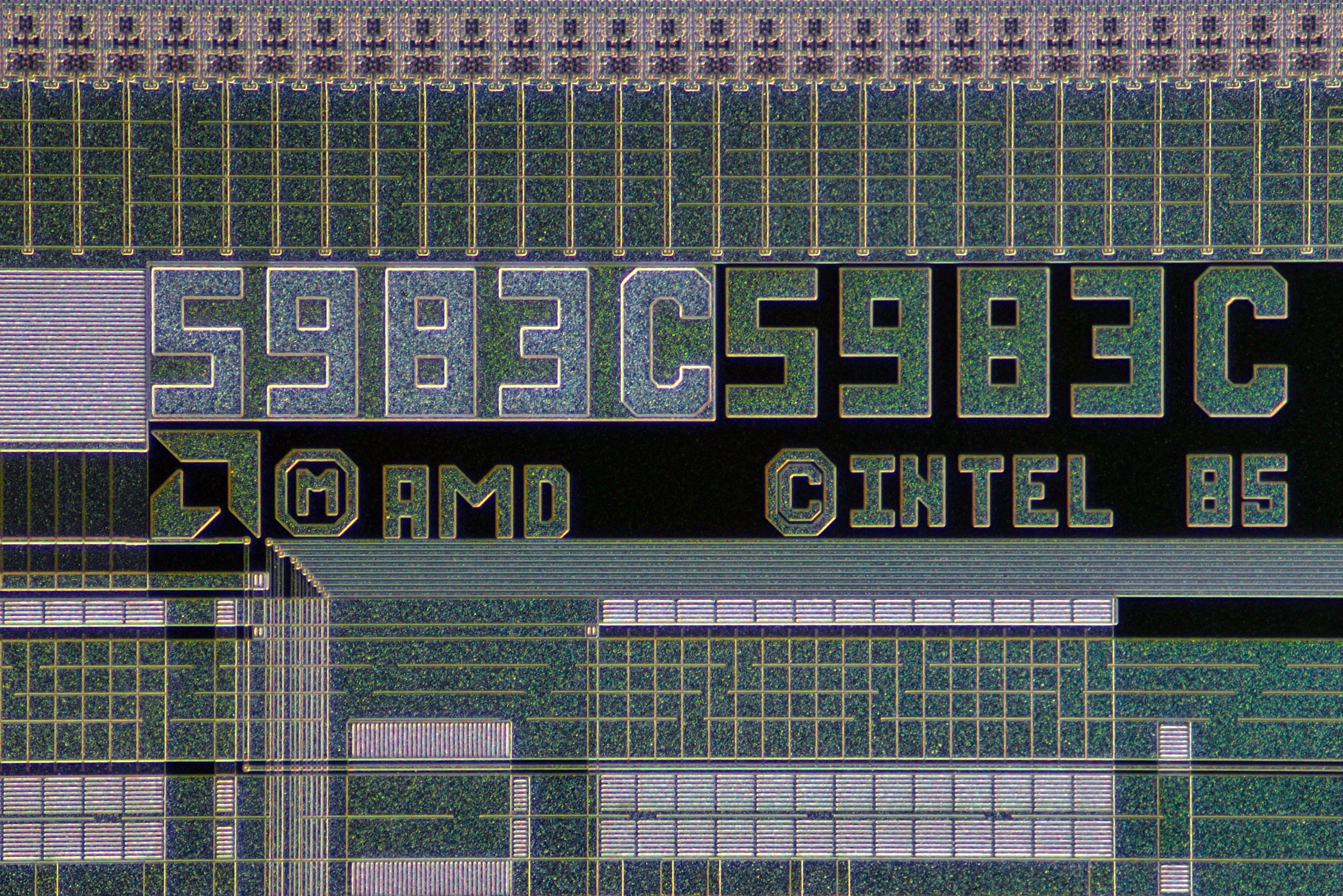
带有 Intel 版权声明的 Am386 处理器的晶片。

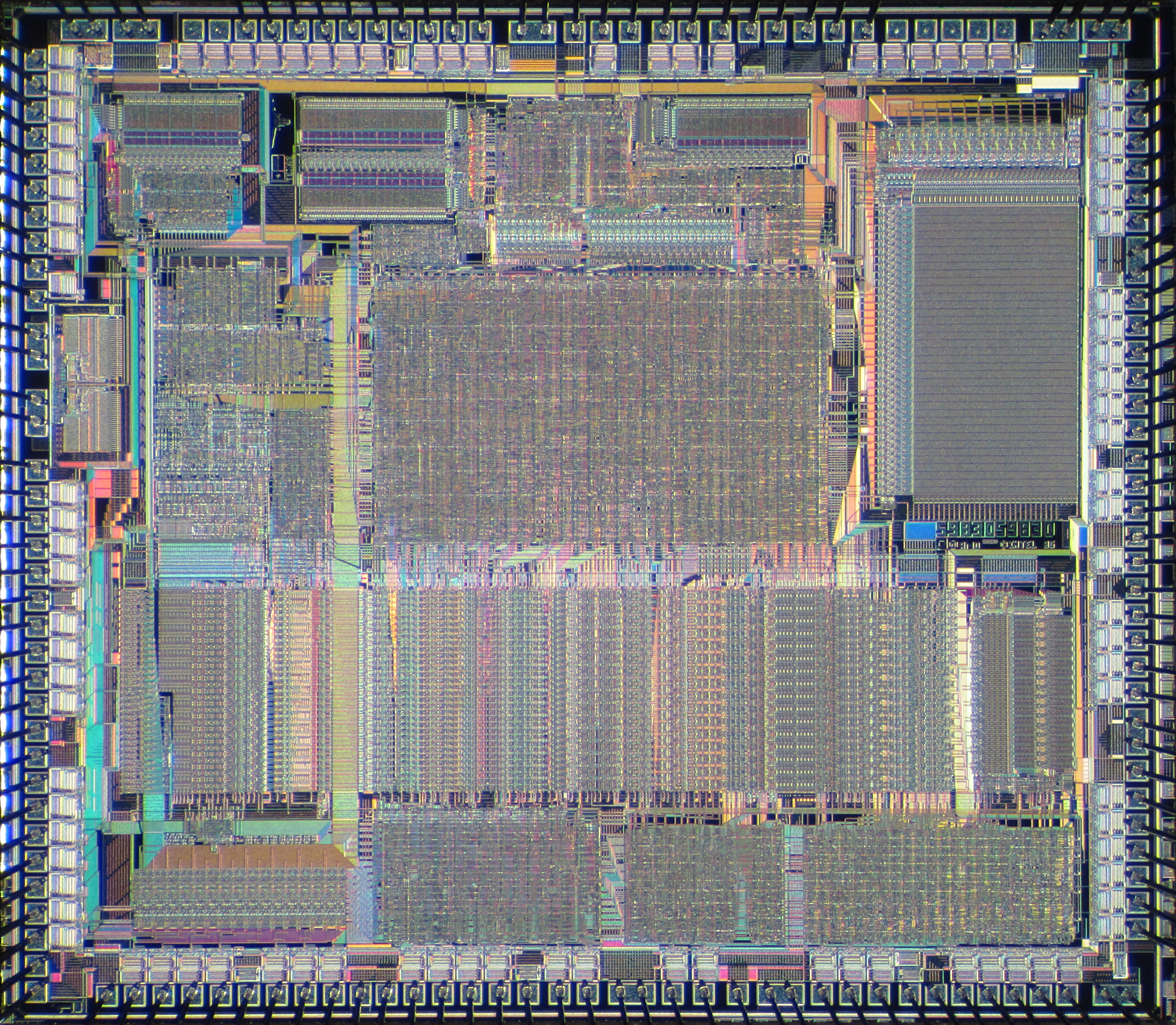
Am386DX的核心。

虽然Am386 CPU早在1991年之前就已经可以发售，但英特尔却不让AMD发售这款CPU，并起诉AMD。  AMD之前曾制造基于Intel 8086、 Intel 80186和Intel 80286设计的兼容型中央处理器，这得益于一份双方在1982年签订的合同。AMD称这份合同上规定AMD可以制造英特尔的所有x86 CPU。然而，英特尔却表示这份合同只允许AMD制造80286及之前的兼容性CPU，并决定禁止AMD制造80386的兼容型CPU。经过了几年的官司，AMD终于在于1991年3月赢得了官司并获得了制造和出售其Am386中央处理器的权利。 这也让80386的兼容型号CPU首次参与了市场竞争，也降低了当时个人电脑的价格。 

尽管英特尔的386 CPU在1989年达到了33MHz——这是当时的最高水準，但是AMD推出了频率高达40MHz的386DX和386SX中央处理器来还击，从而延长了80386处理器架构的使用寿命。在接下来的两年中，AMD的386DX-40在小型个人电脑制造商和预算有限的计算机爱好者中很受欢迎，因为它的性能接近于Intel 80486，价格却低得多。通常来说，386DX-40 的性能与频率为25 MHz的486相当，因为80486的架构较上一代进行了升级,这导致80486执行同一条指令，486需要的时钟周期比386少，这也归功于其更紧密的指令管线化和集成在CPU上的缓存。然而，由于386DX-40的频率较高，也让它拥有频率为40MHz的数据总线。这也为386DX-40提供了相对486较好的内存和I/O性能。 

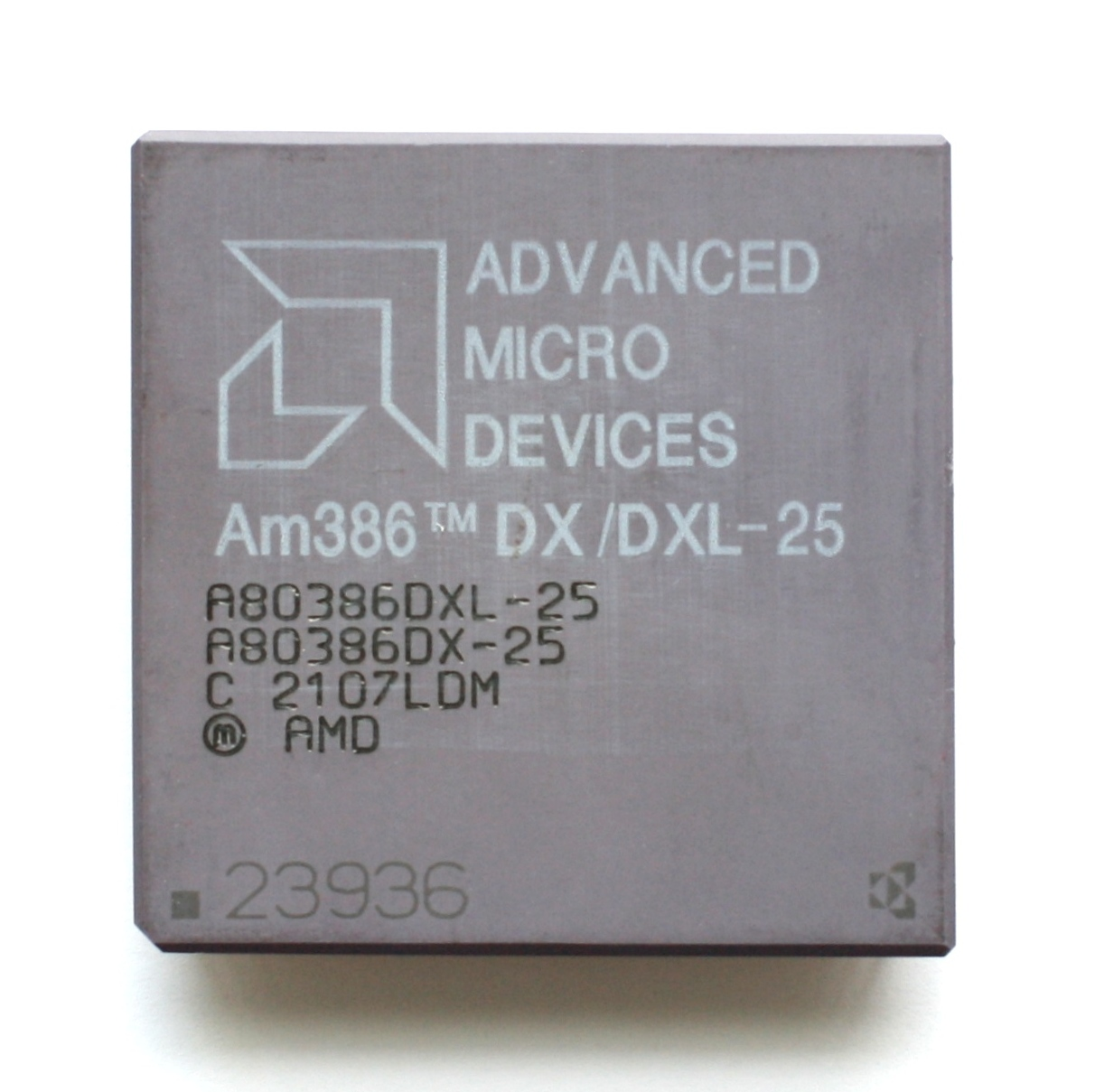
一个Am386 DX-25 CPU
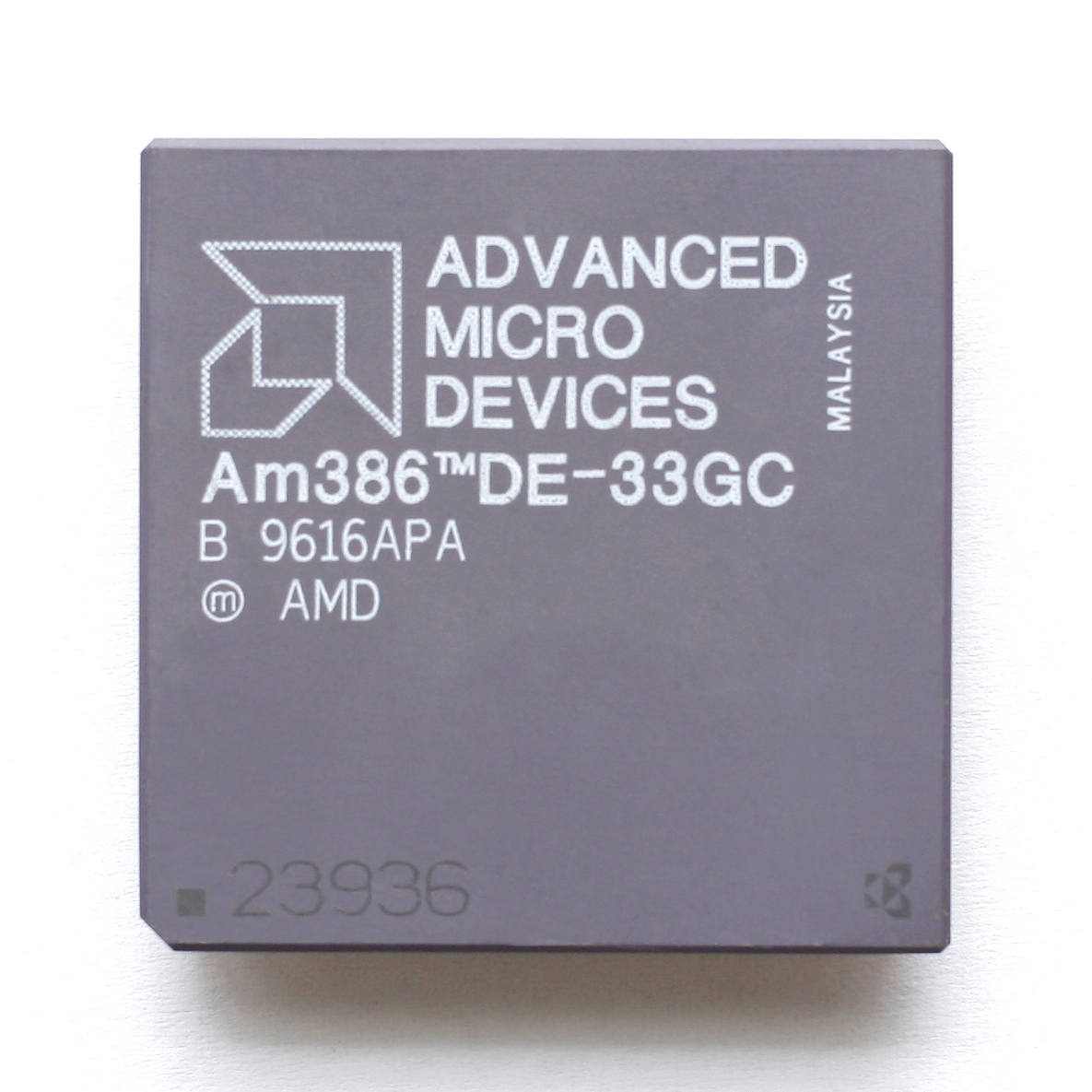
一个Am386 DE-33 CPU，这是Am386DX-33 CPU的嵌入式版本。
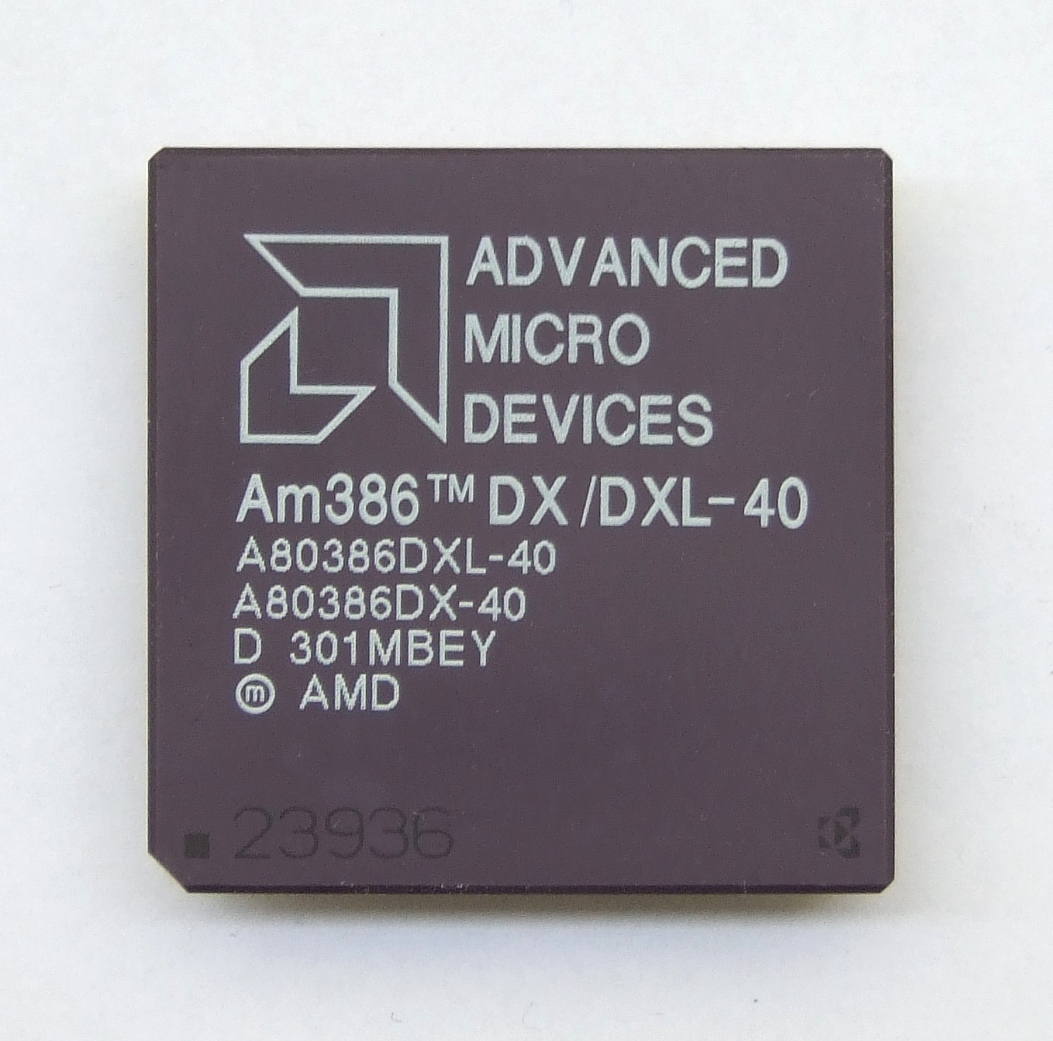
一个Am386 DX-40 CPU，它使用PGA封装
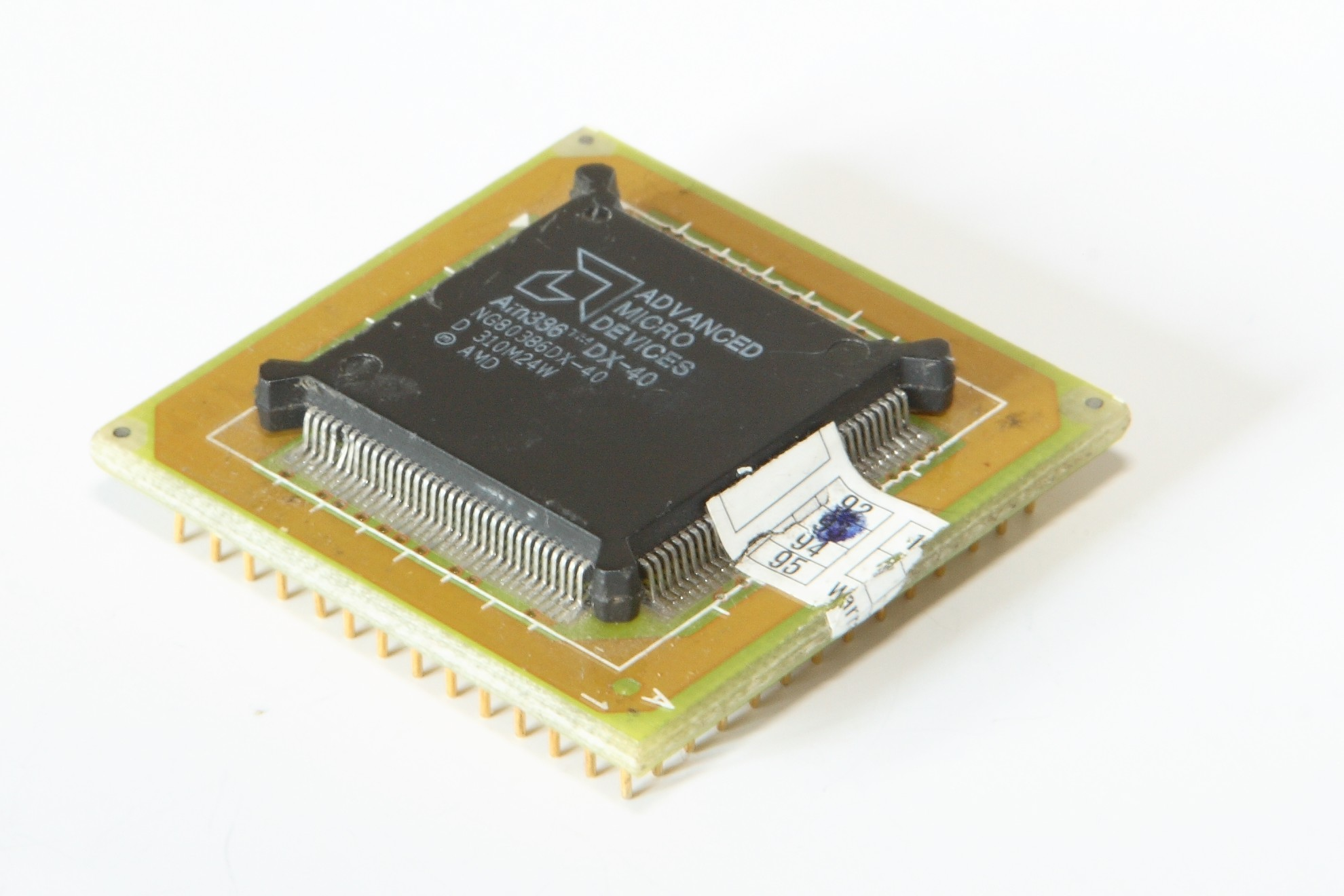
一个PQFP Am386 DX-40 CPU,它安装在一个132针的PGA CPU插座上
Am386DE的设计图，它没有像386DX一样的数据交换单元。

### 基本参数（386DX）
- 32位数据总线，可以通过使用BS16输入单元选择以16位总线的方式输入
- 32位物理地址空间，最大支持4GB物理内存
- 以四字节为单位获取代码
- 1991年3月发布

| 型号               | 频率    | 外频    | 电压 | 功耗    | 插座       |
| ------------------ | ------- | ------- | ---- | ------- | ---------- |
| AMD Am386DX/DXL-20 | 20 兆赫 | 20 兆赫 | 5伏  | 1.05 瓦 | 132 针CPGA |
| AMD Am386DX/DXL-25 | 25 兆赫 | 25 兆赫 | 5伏  | 1.31 瓦 | 132 针CPGA |
| AMD Am386DX/DXL-33 | 33 兆赫 | 33 兆赫 | 5伏  | 1.73 瓦 | 132 针CPGA |
| AMD Am386DX/DXL-40 | 40 兆赫 | 40 兆赫 | 5伏  | 2.10 瓦 | 132 针CPGA |
| AMD Am386DX-40     | 40 兆赫 | 40 兆赫 | 5伏  | 3.03 瓦 | 132 针PQFP |

### Am386DE
- 拥有32位数据总线，可以通过使用 BS16 输入方式来输入16位总线。
- 拥有32 位物理地址空间，以及4GB物理内存地址空间
- 以4-bit为单位来获取代码
- 没有寻呼单元

| 型号             | 频率    | 外频    | 电压  | 功耗         | 插座       |
| ---------------- | ------- | ------- | ----- | ------------ | ---------- |
| AMD Am386DE-25KC | 25 兆赫 | 25 兆赫 | 3-5伏 | 0.32-1.05 瓦 | 132 针PQFP |
| AMD Am386DE-33KC | 33 兆赫 | 33 兆赫 | 5伏   | 1.05-1.35 瓦 | 132 针PQFP |
| AMD Am386DE-33GC | 33 兆赫 | 33 兆赫 | 5伏   | 1.05-1.35 瓦 | 132 针CPGA |

## Am386SX
1991 年，AMD还推出了386处理器的高级版本——AMD 386SX，这款处理器同样不是作为英特尔处理器的兼容型号来生产，而是AMD对英特尔的CPU作反向工程而研发出来的，并可以兼容80386的主板。这是AMD首次用自己的处理器进入x86市场——在以前，这家公司一直在生产Intel的兼容处理器。 这款处理器在推出时速度比80386更快，并且比Intel 386SX便宜。它采用0.8μm制程工艺生产，并使用“静态内核”技术，这项技术可以在保持开机的状态下使处理器的频率降至0MHz，在这种状态下，处理器功耗只有几毫瓦。这款处理器的平均功耗也比Intel的处理器低35%，甚至低于AMD 386SL——这款处理器是AMD此前专门设计的低功耗的386，这也使AMD 386SX成为台式机和移动计算机的理想芯片。 

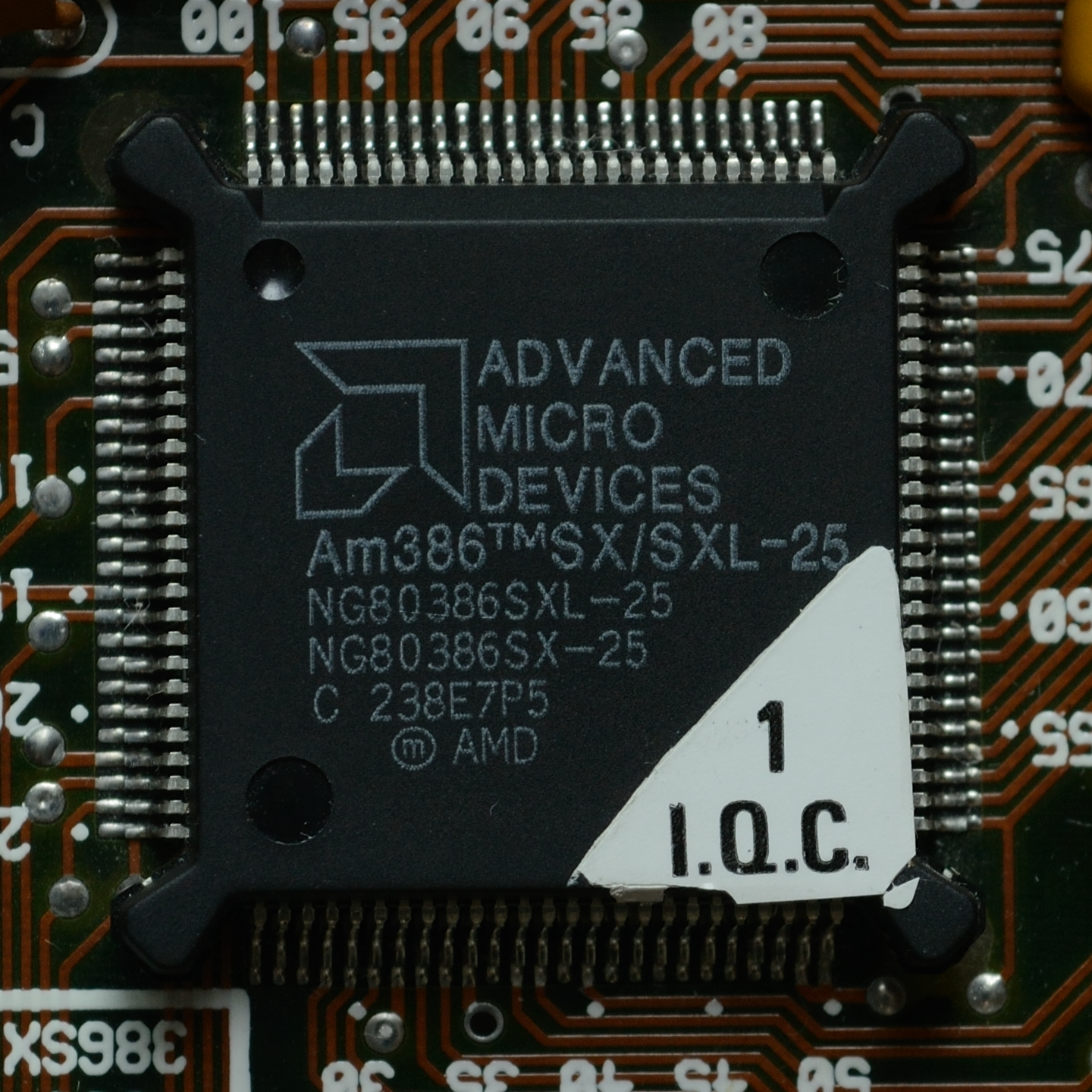
一个 Am386SX-25
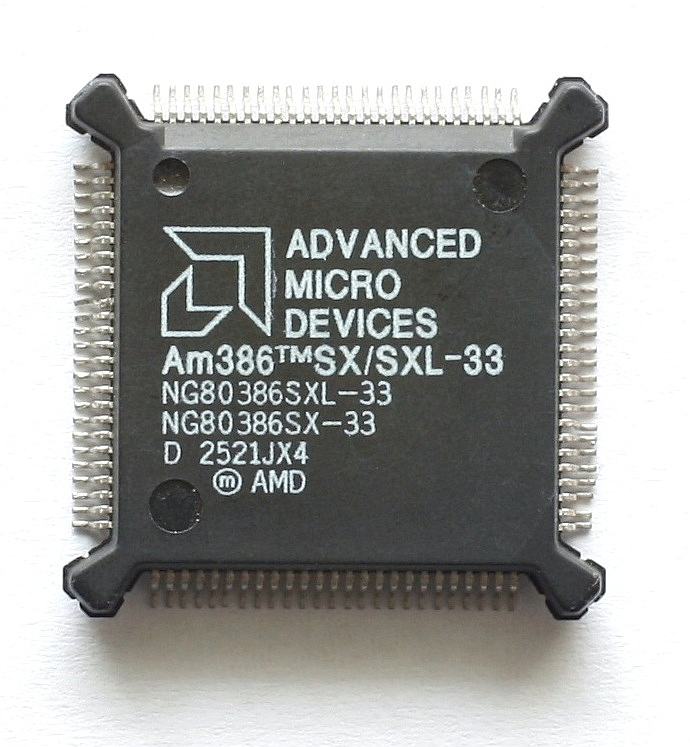
一个 Am386SX-33
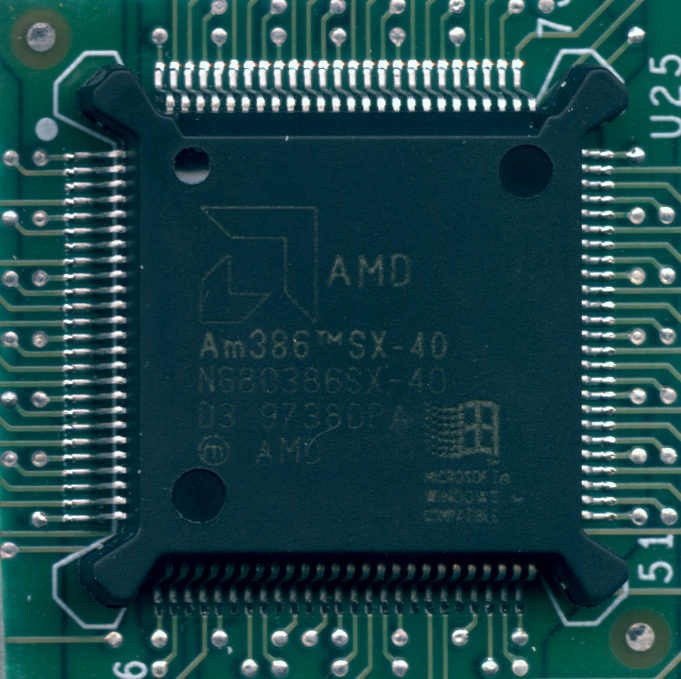
一个 Am386SX-40

- 拥有16 位数据总线
- 拥有24位物理地址空间，16 MB 物理内存地址空间
- 预取单元读取将2-Byte作为一个单元（如80286 ）。

| 型号               | 频率    | 外频    | 电压 | 功耗         | 插座         | 发布日期           |
| ------------------ | ------- | ------- | ---- | ------------ | ------------ | ------------------ |
| AMD Am386SX/SXL-20 | 20 兆赫 | 20 兆赫 | 5伏  | 1.68/0.85 瓦 | 100 引脚PQFP | 1991               |
| AMD Am386SX/SXL-25 | 25 兆赫 | 25 兆赫 | 5伏  | 1.84/1.05 瓦 | 100 引脚PQFP | 1991 年 4 月 29 日 |
| AMD Am386SX/SXL-33 | 33 兆赫 | 33 兆赫 | 5伏  | 1.35 瓦      | 100 引脚PQFP | 1992               |
| AMD Am386SX-40     | 40 兆赫 | 40 兆赫 | 5伏  | 1.55 瓦      | 100 引脚PQFP | 1991               |

## 80387 协处理器
Am386的浮点性能还可以通过添加80387DX或80387SX协处理器来提高，虽然配备387的Am386的浮点性能仍然无法与486DX的片上FPU相比。但Am386DX+80387还是成为科学应用和的CAD的次优选择。尽管使用较旧的386 CPU的主板通常内存扩展能力有限，因此很难使用Windows 95，但使用AM386的主板仍然在1990 年代中期销售良好；这些主板也成为部分只运行MS-DOS或Windows 3.1x应用程序的用户的选择。AM386及其低功耗后继产品也是嵌入式系统的热门选择，这也延长了Am386的寿命。

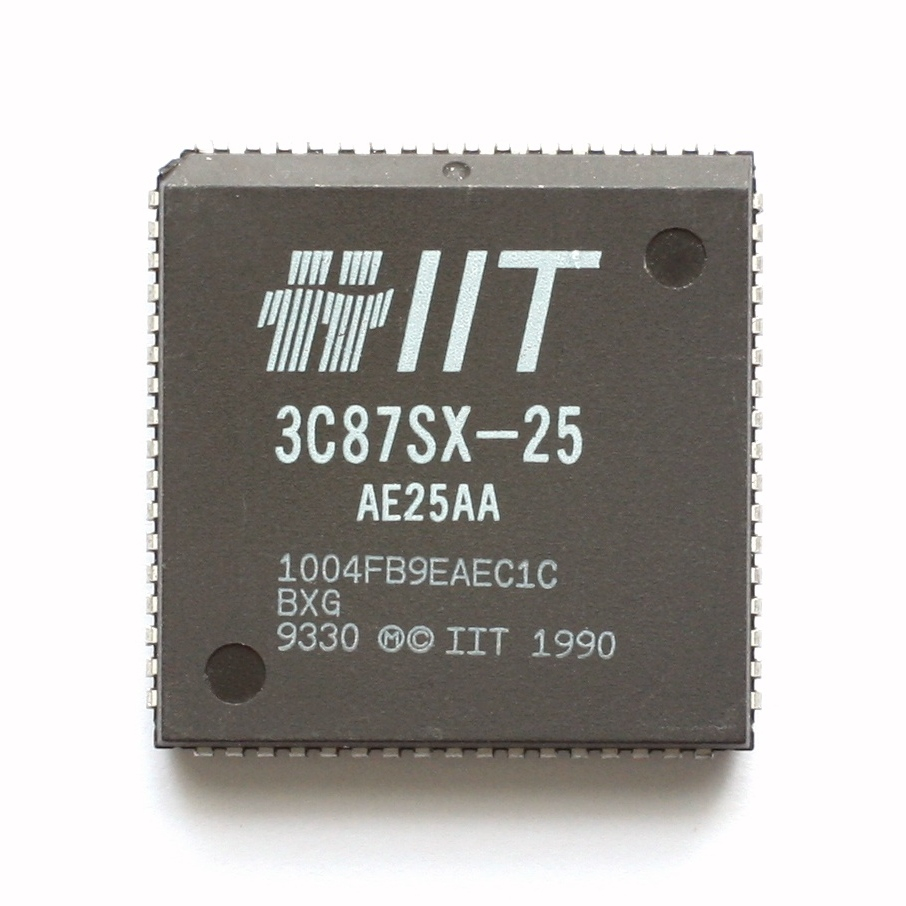
一款由IIT公司设计的387SX-25 协处理器
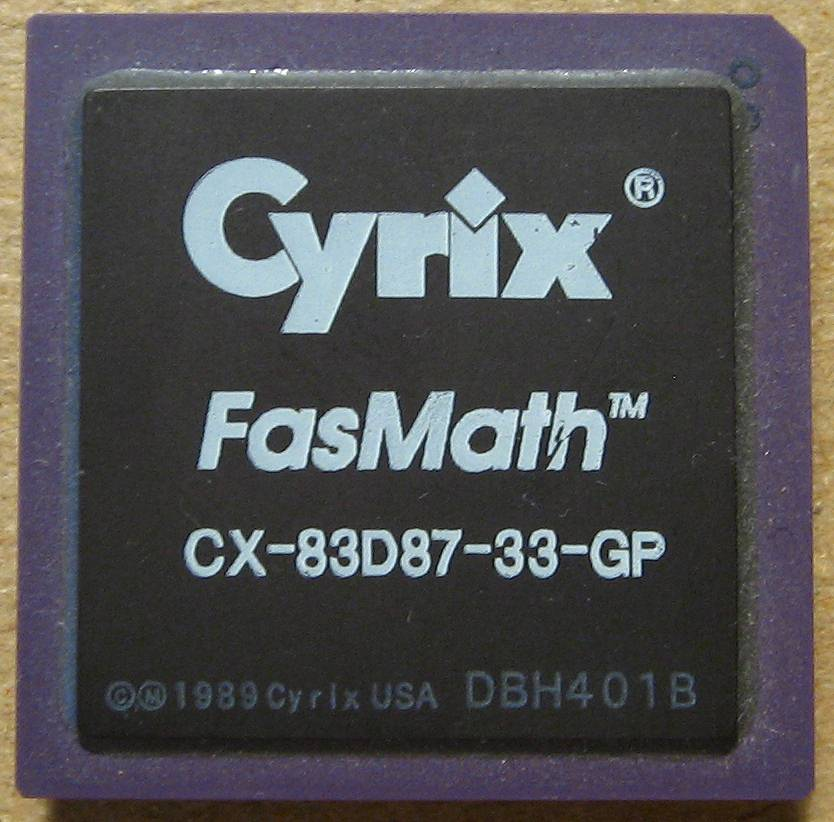
一款Cyrix FasMath 387DX-33 协处理器
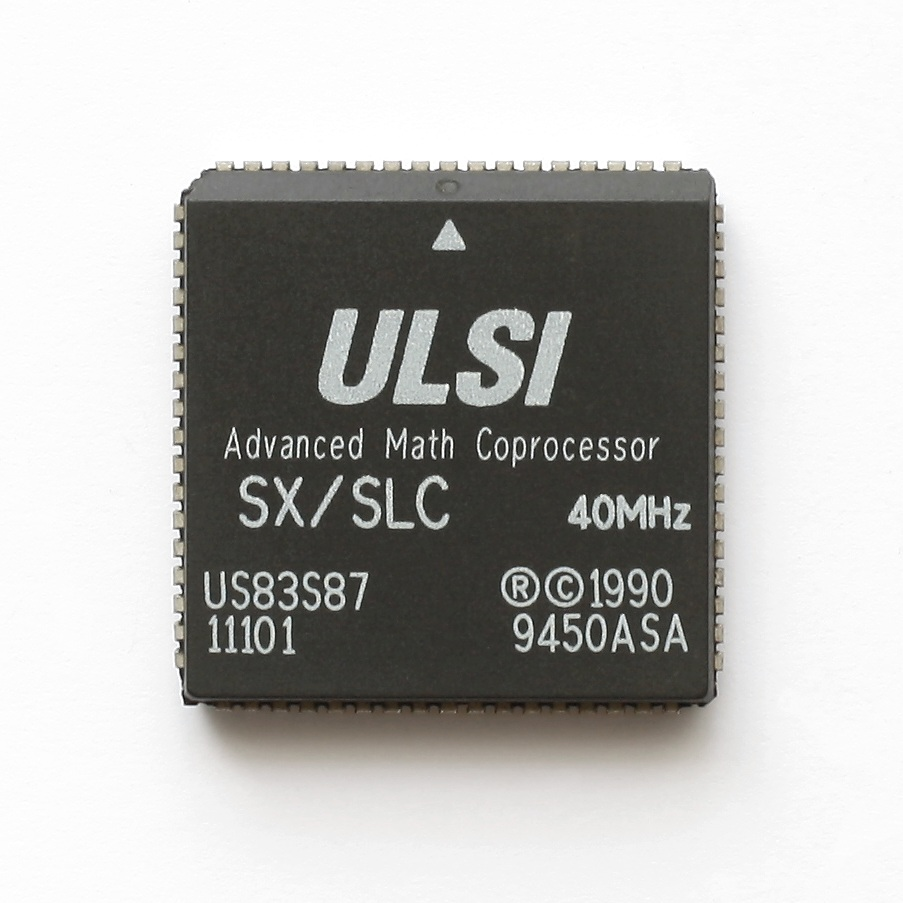
一款ULSI 387SX-40 协处理器